# ريجنالد س. ستيوارت
ريجنالد س. ستيوارت هو مؤرخ كندي، ولد في 1 سبتمبر 1943 في فانكوفر في كندا، وتوفي في 29 أبريل 2018.